# Nurnik aleucki
Nurnik aleucki (Cepphus columba) – gatunek średniej wielkości ptaka z rodziny alk (Alcidae).

## Zasięg, środowisko
Gniazda zakłada w niszach skalnych na wybrzeżach północnego Pacyfiku – od północno-wschodniej Syberii po Wyspy Kurylskie na południu i od zachodnich krańców Alaski przez zachodnie wybrzeża Ameryki Północnej po południową Kalifornię; ponadto na Aleutach i Wyspach Komandorskich. Zimuje na morzu, zwykle w pobliżu miejsc lęgowych, choć ptaki z Alaski przemieszczają się na południe, a z Kalifornii na północ.

## Morfologia
Długość ciała 30–35 cm, rozpiętość skrzydeł 55–59 cm, masa ciała 450–550 g.
Cienka szyja, zaokrąglona głowa, długi, ostro zakończony dziób. Na skrzydłach widoczne duże, białe plamy z 1 lub 2 czarnymi klinami. Dziób ciemnoczerwony do czarnego. Wnętrze dzioba oraz nogi jaskrawopomarańczowoczerwone. Upierzenie w szacie godowej czarne. W zimie szare i białe plamki z ciemnym spodem skrzydeł. Obie płci są podobne.

## Status
IUCN uznaje nurnika aleuckiego za gatunek najmniejszej troski (LC, Least Concern) nieprzerwanie od 1988 roku. W 2019 roku organizacja Partners in Flight szacowała liczebność światowej populacji lęgowej na 360 tysięcy osobników. BirdLife International ocenia trend liczebności populacji jako prawdopodobnie stabilny.

## Podgatunki
Wyróżnia się 5 podgatunków C. columba:
- C. c. snowi Stejneger, 1897 – nurnik kurylski[4] – Wyspy Kurylskie
- C. c. kaiurka Portenko, 1937 – Wyspy Komandorskie do zachodnio-środkowych Aleutów
- C. c. columba Pallas, 1811 – nurnik aleucki[4] – północno-wschodnia Syberia (w tym Kamczatka) przez Morze Beringa po zachodnią Alaskę
- C. c. adiantus Storer, 1950 – środkowe Aleuty do północno-zachodnich wybrzeży USA (Waszyngton)
- C. c. eureka Storer, 1950 – zachodnie wybrzeże USA (Oregon, Kalifornia).